# HMS London (1927)
HMS London – brytyjski krążownik ciężki typu County z okresu II wojny światowej. Okręt był pierwszą jednostką drugiej serii krążowników typu County, znanej jako podtyp London. Okręt nosił numer burtowy 69.

## Historia
Po zbudowaniu pierwszych 7 jednostek typu County, znanych jako podtyp Kent, postanowiono wprowadzić w projekcie drobne zmiany w uzbrojeniu i opancerzeniu, w wyniku których powstał projekt okrętów znany jako podtyp London.
Stępkę pod budowę krążownika HMS „London” położono 23 lutego 1926 roku w stoczni HMNB Portsmouth. Wodowanie miało miejsce 14 września 1927 roku, wejście do służby 31 stycznia 1929 roku. 
Po wejściu do służby okręt wszedł w skład 1 Eskadry Krążowników stacjonującej w rejonie Morza Śródziemnego. Po wybuchu wojny domowej w Hiszpanii został skierowany na tamtejsze wody, gdzie m.in. uczestniczył w ewakuacji ludności cywilnej z Barcelony. W marcu 1939 roku na okręcie rozpoczął się remont połączony z modernizacją, który zakończył się w marcu 1941 roku. Zmienił on całkowicie sylwetkę okrętu, który jako jedyny krążownik typu County otrzymał dwa kominy i dużą nadbudówkę dziobową.
Po ponownym wejściu do służby okręt skierowano do ochrony konwojów. 26 maja włączono go w skład sił poszukujących pancernika „Bismarck”. W czerwcu 1941 roku „London” przyczynił się do zatopienia 3 niemieckich statków transportowych na południowym Atlantyku. We wrześniu został skierowany na północny Atlantyk, gdzie ochraniał konwoje arktyczne. W październiku odkryto uszkodzenia kadłuba spowodowane osłabieniem konstrukcji po wcześniejszych przebudowach. Konieczny był remont okrętu, który zakończył się w styczniu 1942 roku. Do listopada 1942 roku wraz z innymi krążownikami ciężkimi uczestniczył w eskortowaniu arktycznych konwojów. W wyniku służby w trudnych warunkach kadłub okrętu ponownie wymagał remontu.
W marcu 1944 roku okręt przydzielono do 4 Eskadry Krążowników należącej do brytyjskiej Floty Wschodniej stacjonującej na Cejlonie. Okręt wykorzystywano tam głównie do osłony lotniskowców i ostrzału celów lądowych. 
Podczas wojny domowej w Chinach okręt stacjonował na wodach chińskich, zabezpieczając brytyjskie interesy. 21 kwietnia 1949 roku, idąc z pomocą uszkodzonej fregacie HMS „Amethyst” na rzece Jangcy, został ostrzelany przez artylerię polową chińskich oddziałów komunistycznych. W czasie wymiany ognia okręt wystrzelił m.in. 132 pociski kalibru 203 mm i 449 kalibru 102 mm oraz pociski działek przeciwlotniczych. HMS „London” w wyniku ostrzału został uszkodzony i zmuszony do wycofania się, a na jego pokładzie zginęło 17 osób (1 oficer, 3 podoficerów, 9 marynarzy, 2 żołnierzy piechoty morskiej oraz dwaj piloci żeglugi śródlądowej) (według innych danych, 13 marynarzy). Uszkodzeniu uległy m.in. obie wieże dziobowe i jedna rufowa.
W październiku 1949 roku okręt został przeniesiony do rezerwy. W styczniu 1950 roku został sprzedany na złom.